# Georgios Tentsos
Georgios Tentsos (griechisch Γιώργος Τέντσος, * 31. Oktober 1983 in Thessaloniki) ist ein griechischer Radrennfahrer.
Georgios Tentsos wurde im Jahr 2000 griechischer Juniorenmeister im 
Straßenrennen und in der Mannschaftsverfolgung auf der Bahn. Im nächsten Jahr wurde er auf der Bahn wieder Meister in der Mannschaftsverfolgung und im Punktefahren. 2006 und 2007 fuhr er für das tschechische Continental Team PSK Whirlpool. In seiner ersten Saison dort gewann er eine Etappe bei der International Presidency Turkey Tour. 2007 wurde Tentsos griechischer Meister im Zeitfahren.

## Erfolge
2000
- Griechischer Straßenmeister (Junioren)

2006
- eine Etappe International Presidency Turkey Tour

2007
- Griechischer Zeitfahrmeister

## Teams
- 2006 PSK Whirlpool-Hradec Králové
- 2007 PSK Whirlpool-Hradec Králové